# Jaula
Jaula (Nederlands: Kooi) is een Spaanse psychologische thriller uit 2022, geregisseerd door Ignacio Tatay in zijn speelfilmdebuut. De hoofdrol wordt vertolkt door Elena Anaya.

## Verhaal
Paula en Simón rijden met de auto naar huis van een etentje. Plots komen ze een jong meisje tegen dat alleen over de weg ronddwaalt. Twee weken later, nadat het stel hoort dat niemand haar opeist, besluiten ze het meisje tijdelijk in huis te nemen, waardoor haar leven op zijn kop komt te staan. Ze hebben geen gemakkelijke taak, aangezien het meisje in haar fantasie geobsedeerd is door een monster, dat haar zal straffen als ze uit een met krijt geschilderd vierkant op de vloer komt. Nadat er een sterke relatie tussen de twee is ontstaan, begeeft Paula zich op een duister pad om te proberen het mysterie van het meisje op te lossen.

## Rolverdeling
| Acteur         | Personage |
| -------------- | --------- |
| Elena Anaya    | Paula     |
| Pablo Molinero | Simón     |
| Eva Tennear    | Clara     |
| Eva Llorach    | Maite     |
| Carlos Santos  | Eduardo   |
| Esther Acebo   | Claudia   |
| Eloy Azorín    | Beltrán   |
| Mona Martínez  | Arana     |
| Sonia Almarcha | Gloria    |

## Release
De film ging in première op 9 september 2022 in Spanje en Mexico. Op 24 oktober 2022 werd de film uitgebracht in de overige delen op de streamingdienst Netflix.

## Ontvangst
Op Rotten Tomatoes heeft Jaula een waarde van 67% en een gemiddelde score van 6,40/10, gebaseerd op 9 recensies.